# 彰化縣彰化市國聖國民小學
彰化縣彰化市國聖國民小學是位於臺灣彰化縣彰化市的一所國民小學。

## 校史沿革
1964年9月設立大竹國民學校國聖分班，1967年9月改稱大竹國民小學國聖分校，1970年9月獨立為國聖國民小學。2020年國聖非營利幼兒園揭牌。

## 歷任校長
以下第一至第九任校長引自新修彰化縣志
| 任次     | 姓名   | 任期          |
| -------- | ------ | ------------- |
| 第一任   | 洪聰慧 | 1970年-1984年 |
| 第二任   | 林景洲 | 1984年-1989年 |
| 第三任   | 施 忠  | 1989年-1991年 |
| 第四任   | 張栩煜 | 1991年-1994年 |
| 第五任   | 洪河淵 | 1994年-1998年 |
| 第六任   | 林鳳蘭 | 1998年-2007年 |
| 第七任   | 王昭泰 | 2007年-2010年 |
| 第八任   | 曾兆興 | 2010年-2013年 |
| 第九任   | 楊淙富 | 2013年-2017年 |
| 第十任   | 王淑貞 | 2017年-2018年 |
| 第十一任 | 黃至賢 | 2018年-迄今   |

## 學校特色
106學年度參與健康促進學校國際認證，108學年度參與健康促進學校計畫。